# Премія імені Бертрама Чендлера
Премія імені Бертрама Чендлера  (Chandler Award) вручається Австралійським Фондом наукової фантастики за "видатні досягнення в області австралійської наукової фантастики".
Вона названа на знак визнання внеску, що зробив автор наукової фантастики Бертрам Чендлер зробив австралійської наукової фантастики, і через його патронажем Фонду.
На відміну від премії Дитмар, ця нагорода вирішується членами  журі і, хоча номінально щорічна премія представлена в поєднанні з Австралійською національною науково-фантастичною конвенцією, необов'язково представлена кожного року.
Вперше премію імені Бертрама Чендлера було вручено в 1992 році на Національній науково-фантастичній конвенції - Syncon '92. 

## Перелік лауреатів
- Ван Айкін (1993).
- Мервін Біннс (1993).
- Джордж Тьорнер (1994).
- Вінн Вайтфорд  (1995).
- Ґрент Стоун (1996).
- Сьюзен Бато (1997).
- Ґрем Стоун (1999).
- Джон Бенсунд (2001).
- Джон Фойстер (2002).
- Люсі Сассекс (2003).
- Лі Гардінґ (2006).
- Брюс Ґіллеспі (2007)
- Rosaleen Любов (2009).
- Деміен Бродерік (2010)
- Пол Коллінз (2011)
- Річард Гарленд (2012).
- Рассел Б. Фарр (2013).
- Денні Оз (2014).
- Донна Мері Генсон (2015).